# Pinehurst (Massachusetts)
Pinehurst é um lugar designado pelo censo localizado no condado de Middlesex no estado estadounidense de Massachusetts. No Censo de 2010 tinha uma população de 7.152 habitantes e uma densidade populacional de 733,05 pessoas por km².

## Geografia
Pinehurst encontra-se localizado nas coordenadas 42° 31′ 52″ N, 71° 14′ 00″ O. Segundo a Departamento do Censo dos Estados Unidos, Pinehurst tem uma superfície total de 9.76 km², da qual 9.66 km² correspondem a terra firme e (1.01%) 0.1 km² é água.

## Demografia
Segundo o censo de 2010, tinha 7.152 pessoas residindo em Pinehurst. A densidade populacional era de 733,05 hab./km². Dos 7.152 habitantes, Pinehurst estava composto pelo 88.81% brancos, o 1.29% eram afroamericanos, o 0.17% eram amerindios, o 7.52% eram asiáticos, o 0.03% eram insulares do Pacífico, o 0.71% eram de outras raças e o 1.47% pertenciam a duas ou mais raças. Do total da população o 2.27% eram hispanos ou latinos de qualquer raça.